# هاشیموتو گاهو
هاشیموتو گاهو (به ژاپنی: 橋本 雅邦)، (۲۱ اوت ۱۸۳۵ – ۱۳ ژانویهٔ ۱۹۰۸) (Hashimoto Gahō) یک نقاش ژاپنی بود، یکی از آخرین کسانی که به سبک مکتب کانو نقاشی کرد. او همچنین بنیان‌گذار نیهونگا در نظر گرفته می‌شود و معلمی بود که بسیاری از نقاشان نیهونگا را آموزش داد. بسیاری از نقاشانی که در نسل‌های بعدی به‌عنوان استادان بزرگ نیهونگا شناخته می‌شوند، مانند یوکویاما تایکان، شیمومورا کانزان، هیشیدا شونسو و کاوای گیوکودو، شاگردان او بودند. او یکی از اولین پنج نقاشی بود که به‌عنوان هنرمند درباری ژاپن منصوب شد و در آن زمان یکی از معتبرترین نقاشان ژاپن بود.

## زندگی‌نامه

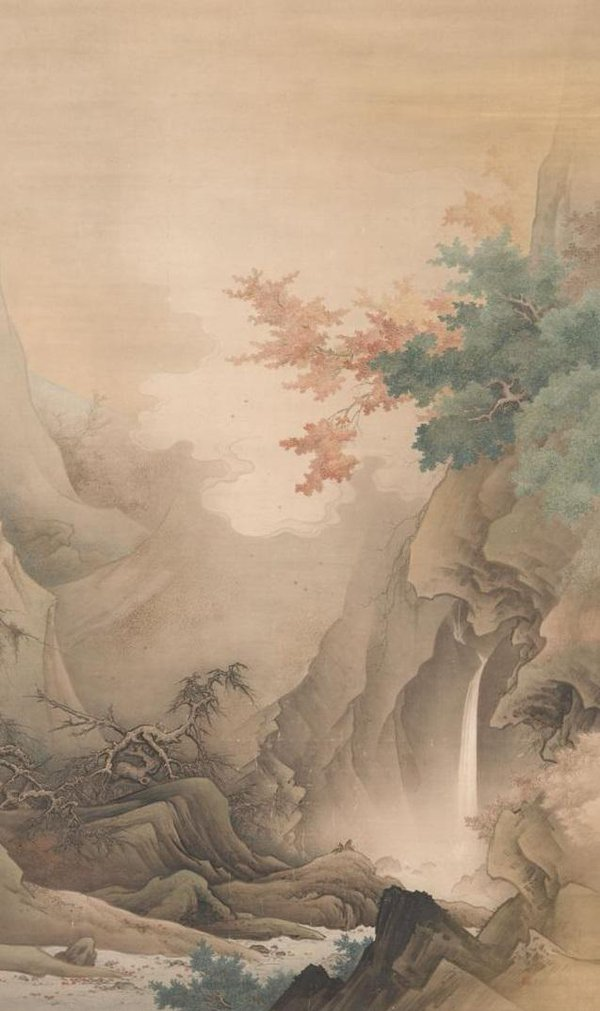
ابرهای سپید و برگ‌های پاییزی (白雲紅樹). ۱۸۹۰، اثر فرهنگی مهم. مجموعه دانشگاه هنر توکیو

او که در ادو زاده شده بود، پسر یک نقاش بود. پس از تحصیل نزد پدرش، تحصیلات خود را با کانو شوسنین ادامه داد. و تحت تأثیر کار کانو هوگای نیز قرار گرفت. او آثار زیادی را به سبک سنتی مکتب کانو با استفاده از رنگ و طلا یا جوهر سیاه تک‌رنگ خلق کرد. اما درحالی‌که نقاشی‌های او تا حد زیادی آثار یک سنت‌گرا هستند، با استفاده از روش‌های سنتی و به تصویر کشیدن موضوعات سنتی، گاهو نیز مانند کانو هوگای، عناصری از هنر غربی را در آثارش گنجانید. ضربات قلم‌مو، انواع مختلف جزئیات، و به‌ویژه، تلاش‌ها برای نمایش صحیح چشم‌انداز در نقاشی‌های گاهو و بسیاری دیگر از این دوره مشهود است.
استعداد او منجر شد که در ۲۲ سالگی مدیر کارگاه شود و مسئولیت مدرسه استادش را بر عهده گیرد. به دلیل تحولات سیاسی و اقتصادی پیرامون اصلاحات میجی، او مجبور شد به دنبال درآمدی خارج از فروش آثار هنری باشد. او نقشه‌هایی را برای آکادمی نیروی دریایی تهیه کرد، روی بادبزن‌هایی که به چین صادر می‌شدند نقاشی کرد، و از مهارت‌های خود به روش‌های گوناگون برای امرار معاش استفاده کرد.
به دنبال احیای مجدد علاقه به نقاشی ژاپنی در طول دهه ۱۸۸۰، او دو بار جایزه‌ای را در نمایشگاه‌های نقاشی دولتی برد که منجر به شهرت او شد. در سال ۱۸۸۴، گاهو توسط کاکوزو اوکاکورا برای تبدیل شدن به استاد ارشد نقاشی در «توکیو باجیتسو گاکو» (東京美術学校، اکنون دانشگاه هنر توکیو) دعوت شد که پنج سال بعد افتتاح می‌شد. شاگردان او شامل کاوای گیوکودو و یوکویاما تایکان بودند که استادان آینده نقاشی ژاپنی شدند. در سال ۱۸۹۸، گاهو به همراه اوکوکورا، «باجیتسو گاکو» را ترک کرد و آکادمی هنرهای زیبای ژاپن را بنا نهاد. او تا زمان مرگش در سال ۱۹۰۸ در آنجا به تدریس پرداخت.
گاهو در نتیجه موقعیت خود به عنوان استاد ارشد نقاشی، شاگردان مهمی از جمله یوکویاما تایکان و کاوای گیوکودو داشت.

## آثار

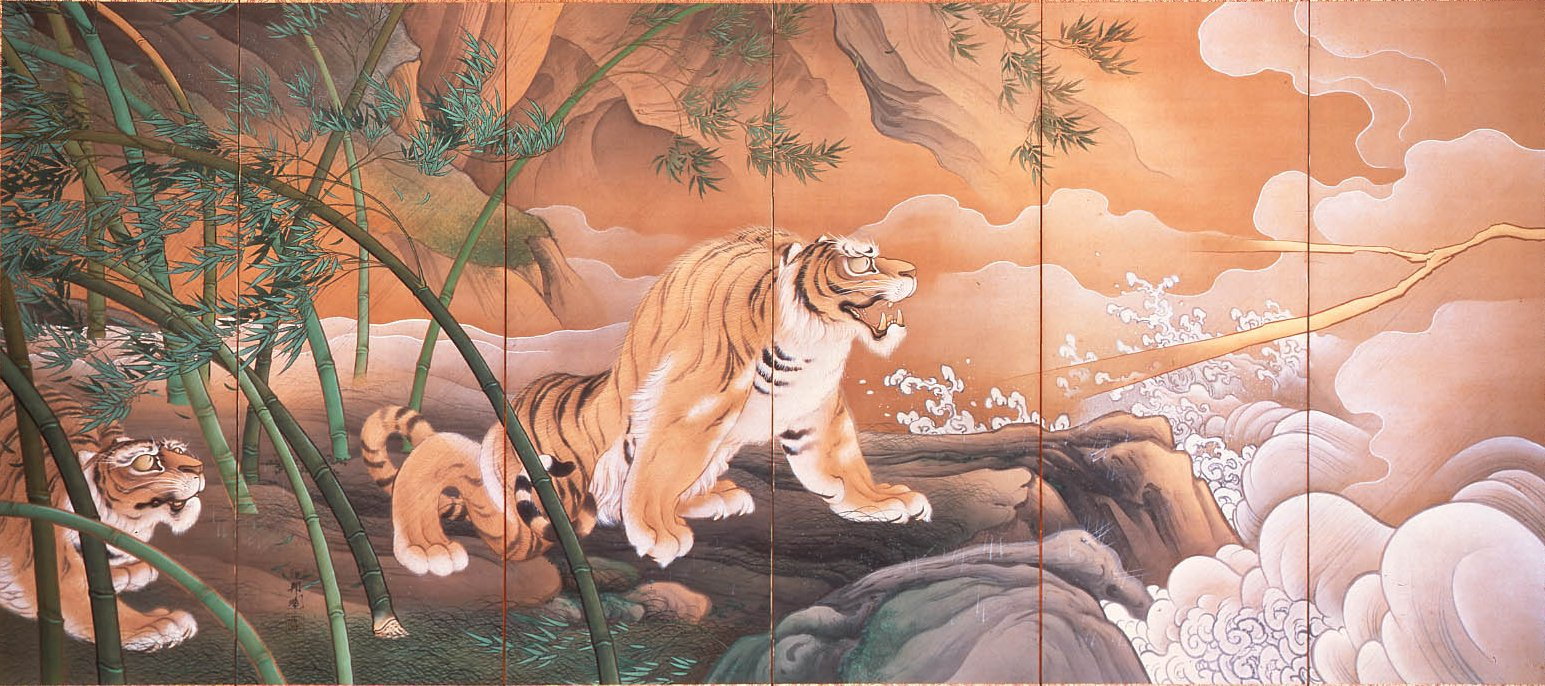
پرده تاشو اژدها و ببر (竜虎図) سمت چپ، ۱۸۹۵. اثر فرهنگی مهم. موزه هنر سیکادو بانکو
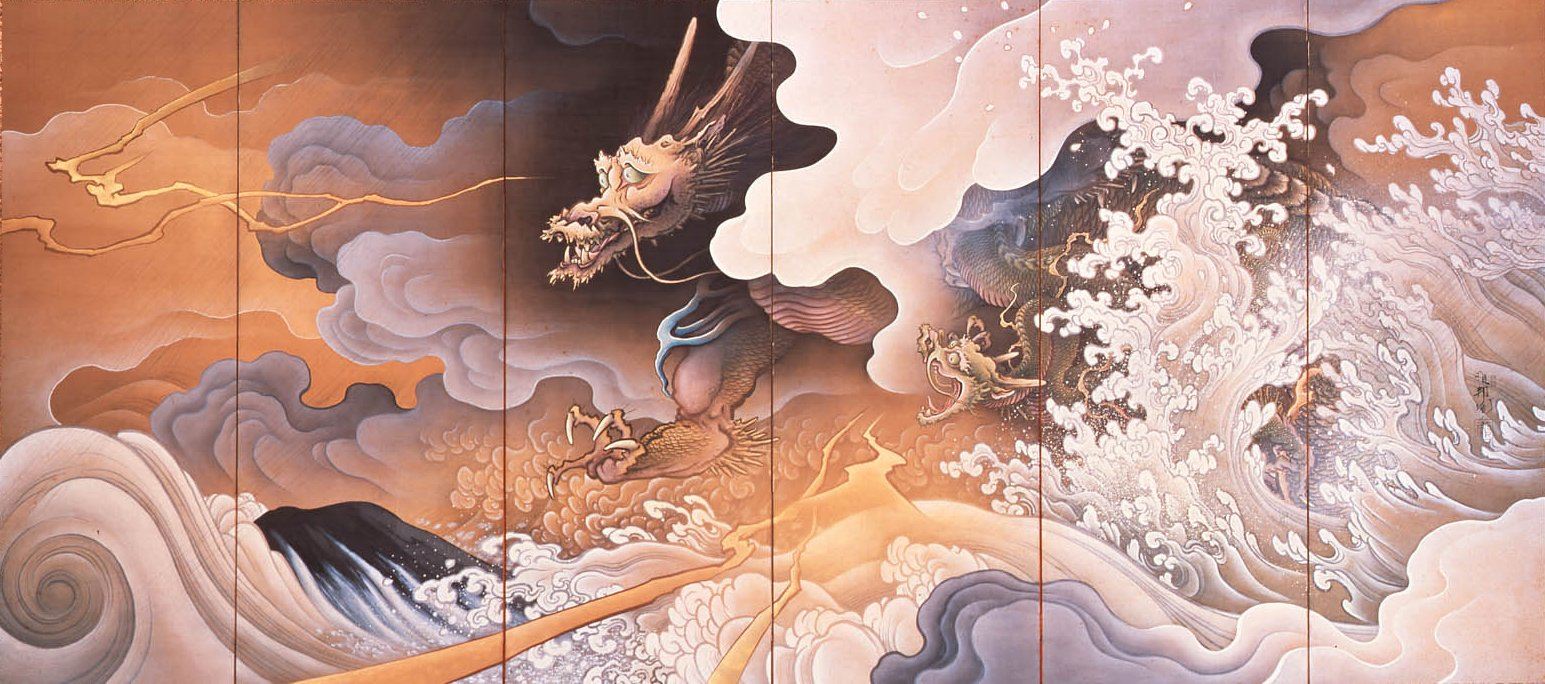
پرده تاشو اژدها و ببر سمت راست، ۱۸۹۵. اثر فرهنگی مهم. موزه هنر سیکادو بانکو
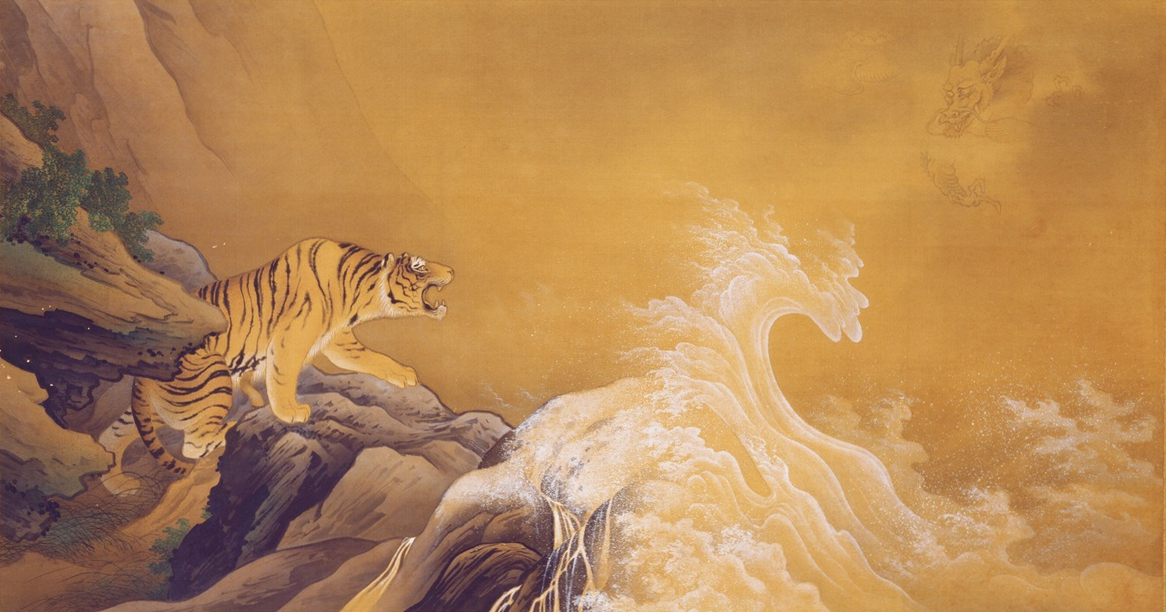
اژدها در برابر ببر. رنگ روی ابریشم، ۱۸۹۹. موزه مجموعه‌های امپراطوری